# Segunda División de España 2004-05
La temporada 2004–05 de la Segunda División de España de fútbol fue la 74.ª edición del campeonato y se disputó entre el 29 de agosto de 2004 y el 19 de junio de 2005.
El campeón de Segunda División fue el Cádiz.

## Sistema de competición
La Segunda División de España 2004/05 fue organizada por la Liga de Fútbol Profesional (LFP).
El campeonato contó con la participación de 22 clubes y se disputó siguiendo un sistema de liga, de modo que todos los equipos se enfrentaron entre sí, todos contra todos en dos ocasiones -una en campo propio y otra en campo contrario- sumando un total de 42 jornadas. El orden de los encuentros se decidió por sorteo antes de empezar la competición.
Los tres primeros clasificados ascendieron directamente a Primera División, y los cuatro últimos clasificados descendieron directamente a Segunda División B.

## Clubes participantes
| Datos de ascensos y descensos con respecto a la temporada anterior |
| --- |
| Real Valladolid, Celta de Vigo y Real Murcia descienden de Primera División. Levante, Getafe y Numancia ascienden a Primera División. Leganés, Las Palmas, Rayo Vallecano y Algeciras descienden a Segunda División B. Gimnàstic de Tarragona, Lleida, Pontevedra y Racing de Ferrol ascienden a Segunda División. |

| Equipo                          | Ciudad                 | Estadio                   |
| ------------------------------- | ---------------------- | ------------------------- |
| Unión Deportiva Almería         | Almería                | Juegos Mediterráneos      |
| Cádiz Club de Fútbol            | Cádiz                  | Ramón de Carranza         |
| Real Club Celta de Vigo         | Vigo                   | Balaídos                  |
| Club de Fútbol Ciudad de Murcia | Murcia                 | La Condomina              |
| Córdoba Club de Fútbol          | Córdoba                | Nuevo Arcángel            |
| Deportivo Alavés                | Vitoria                | Mendizorroza              |
| Sociedad Deportiva Eibar        | Éibar                  | Ipurúa                    |
| Elche Club de Fútbol            | Elche                  | Manuel Martínez Valero    |
| Club Gimnàstic de Tarragona     | Tarragona              | Nou Estadi                |
| Unió Esportiva Lleida           | Lérida                 | Camp d'Esports            |
| Málaga Club de Fútbol "B"       | Málaga                 | La Rosaleda               |
| Real Murcia Club de Fútbol      | Murcia                 | La Condomina              |
| Club Polideportivo Ejido        | El Ejido               | Santo Domingo             |
| Pontevedra Club de Fútbol       | Pontevedra             | Pasarón                   |
| Racing Club de Ferrol           | Ferrol                 | A Malata                  |
| Real Club Recreativo de Huelva  | Huelva                 | Nuevo Colombino           |
| Unión Deportiva Salamanca       | Salamanca              | Helmántico                |
| Real Sporting de Gijón          | Gijón                  | El Molinón                |
| Club Deportivo Tenerife         | Santa Cruz de Tenerife | Heliodoro Rodríguez López |
| Terrassa Futbol Club            | Tarrasa                | Olímpico                  |
| Real Valladolid Club de Fútbol  | Valladolid             | José Zorrilla             |
| Xerez Club Deportivo            | Jerez de la Frontera   | Chapín                    |

## Clasificación
| Pos. | Equipo                     | Pts. | PJ | G  | E  | P  | GF | GC | Dif. | Clasificación                 |
| ---- | -------------------------- | ---- | -- | -- | -- | -- | -- | -- | ---- | ----------------------------- |
| 1    | Cádiz C. F. (C, A)         | 76   | 42 | 21 | 13 | 8  | 68 | 30 | +38  | Ascenso a Primera División    |
| 2    | R. C. Celta de Vigo (A)    | 76   | 42 | 22 | 10 | 10 | 55 | 38 | +17  | Ascenso a Primera División    |
| 3    | Deportivo Alavés (A)       | 76   | 42 | 23 | 7  | 12 | 62 | 47 | +15  | Ascenso a Primera División    |
| 4    | S. D. Eibar                | 73   | 42 | 20 | 13 | 9  | 53 | 39 | +14  |                               |
| 5    | R. C. Recreativo de Huelva | 71   | 42 | 19 | 14 | 9  | 48 | 32 | +16  |                               |
| 6    | Real Valladolid C. F.      | 63   | 42 | 18 | 9  | 15 | 56 | 56 | 0    |                               |
| 7    | Gimnàstic de Tarragona     | 60   | 42 | 16 | 12 | 14 | 49 | 45 | +4   |                               |
| 8    | Xerez C. D.                | 59   | 42 | 14 | 17 | 11 | 39 | 36 | +3   |                               |
| 9    | C. D. Tenerife             | 57   | 42 | 13 | 18 | 11 | 42 | 45 | −3   |                               |
| 10   | Elche C. F.                | 57   | 42 | 16 | 9  | 17 | 51 | 52 | −1   |                               |
| 11   | Sporting de Gijón          | 57   | 42 | 15 | 12 | 15 | 41 | 39 | +2   |                               |
| 12   | Real Murcia C. F.          | 54   | 42 | 15 | 9  | 18 | 40 | 52 | −12  |                               |
| 13   | Polideportivo Ejido        | 52   | 42 | 12 | 16 | 14 | 41 | 45 | −4   |                               |
| 14   | U. D. Almería              | 51   | 42 | 13 | 12 | 17 | 36 | 44 | −8   |                               |
| 15   | U. E. Lleida               | 50   | 42 | 13 | 11 | 18 | 46 | 54 | −8   |                               |
| 16   | Racing de Ferrol           | 49   | 42 | 12 | 13 | 17 | 55 | 54 | +1   |                               |
| 17   | Málaga C. F. "B"           | 48   | 42 | 12 | 12 | 18 | 33 | 51 | −18  |                               |
| 18   | C. F. Ciudad de Murcia     | 47   | 42 | 10 | 17 | 15 | 49 | 57 | −8   |                               |
| 19   | Córdoba C. F. (D)          | 46   | 42 | 12 | 10 | 20 | 43 | 52 | −9   | Descenso a Segunda División B |
| 20   | Terrassa F. C. (D)         | 44   | 42 | 12 | 8  | 22 | 45 | 63 | −18  | Descenso a Segunda División B |
| 21   | U. D. Salamanca (D)        | 44   | 42 | 12 | 8  | 22 | 50 | 63 | −13  | Descenso a Segunda División B |
| 22   | Pontevedra C. F. (D)       | 44   | 42 | 10 | 14 | 18 | 52 | 60 | −8   | Descenso a Segunda División B |

 Fuente: BDFútbol
Criterios de clasificación: Puntos · Enfrentamientos directos · Diferencia de goles · Goles a favor · Play-off

## Resultados
| Local \ Visitante          | ALV | ALM | CAD | CEL | CIU | COR | EIB | ELC | GIM | LLE | MAL | MUR | POL | PON | RFE | REC | SAL | SPO | TEN | TER | VLD | XER |
| -------------------------- | --- | --- | --- | --- | --- | --- | --- | --- | --- | --- | --- | --- | --- | --- | --- | --- | --- | --- | --- | --- | --- | --- |
| Deportivo Alavés           | —   | 2–1 | 1–3 | 0–3 | 1–1 | 1–1 | 0–2 | 1–0 | 1–1 | 2–0 | 3–1 | 2–3 | 2–0 | 3–2 | 2–1 | 0–2 | 2–1 | 0–1 | 1–0 | 4–1 | 2–4 | 2–0 |
| U. D. Almería              | 0–1 | —   | 0–1 | 0–1 | 0–0 | 2–0 | 2–1 | 2–2 | 1–1 | 1–1 | 0–1 | 1–0 | 1–1 | 1–0 | 1–6 | 1–0 | 0–1 | 1–0 | 0–1 | 2–2 | 0–0 | 1–2 |
| Cádiz C. F.                | 0–1 | 2–1 | —   | 2–0 | 0–0 | 4–1 | 1–2 | 3–1 | 2–1 | 0–2 | 4–0 | 0–1 | 3–0 | 4–0 | 2–0 | 0–0 | 0–0 | 0–0 | 4–1 | 3–1 | 6–1 | 0–1 |
| R. C. Celta de Vigo        | 2–2 | 1–0 | 0–2 | —   | 0–1 | 0–1 | 1–2 | 2–2 | 1–0 | 0–0 | 0–0 | 1–0 | 1–0 | 2–0 | 1–1 | 1–1 | 2–0 | 1–0 | 1–1 | 2–1 | 2–0 | 2–1 |
| C. F. Ciudad de Murcia     | 2–0 | 0–1 | 0–0 | 2–2 | —   | 1–0 | 1–1 | 0–0 | 1–1 | 1–2 | 0–0 | 1–3 | 1–3 | 2–3 | 3–0 | 2–2 | 2–1 | 0–2 | 0–1 | 2–0 | 2–2 | 0–2 |
| Córdoba C. F.              | 1–2 | 3–0 | 0–2 | 0–1 | 0–1 | —   | 0–0 | 0–2 | 2–0 | 0–1 | 5–2 | 1–1 | 2–1 | 0–0 | 1–2 | 0–2 | 0–0 | 0–0 | 2–0 | 2–1 | 3–4 | 1–2 |
| S. D. Eibar                | 1–2 | 1–0 | 2–1 | 2–1 | 3–2 | 1–0 | —   | 5–2 | 0–2 | 1–1 | 0–0 | 1–0 | 0–0 | 1–2 | 1–1 | 1–2 | 2–1 | 1–0 | 0–0 | 1–0 | 2–0 | 0–0 |
| Elche C. F.                | 1–2 | 0–0 | 1–1 | 0–1 | 3–1 | 1–2 | 1–0 | —   | 3–3 | 2–1 | 2–1 | 1–0 | 3–1 | 2–0 | 2–1 | 0–1 | 0–2 | 4–0 | 0–0 | 1–0 | 3–2 | 1–2 |
| Gimnàstic de Tarragona     | 1–0 | 1–2 | 1–1 | 0–2 | 0–0 | 1–1 | 3–2 | 2–0 | —   | 2–1 | 0–2 | 2–0 | 1–4 | 0–0 | 1–1 | 4–4 | 2–0 | 1–0 | 1–0 | 3–1 | 0–1 | 1–0 |
| U. E. Lleida               | 0–1 | 1–0 | 1–3 | 0–2 | 0–0 | 1–2 | 1–1 | 1–2 | 2–0 | —   | 2–1 | 5–1 | 0–1 | 3–0 | 1–2 | 2–3 | 2–1 | 0–2 | 1–1 | 4–2 | 2–0 | 1–1 |
| Málaga C. F. "B"           | 1–1 | 1–2 | 1–1 | 0–1 | 3–1 | 3–2 | 0–0 | 1–0 | 0–1 | 1–0 | —   | 0–2 | 0–0 | 1–1 | 1–1 | 0–1 | 1–3 | 1–0 | 2–1 | 0–0 | 0–2 | 0–3 |
| Real Murcia C. F.          | 1–5 | 0–0 | 0–2 | 1–1 | 2–2 | 1–0 | 1–0 | 1–0 | 1–0 | 1–0 | 0–1 | —   | 3–3 | 2–2 | 1–0 | 1–3 | 0–0 | 1–3 | 1–0 | 0–1 | 0–1 | 1–1 |
| Polideportivo Ejido        | 0–1 | 2–0 | 0–0 | 0–3 | 2–2 | 2–0 | 4–1 | 1–0 | 1–0 | 2–0 | 1–2 | 1–1 | —   | 1–0 | 0–0 | 1–0 | 1–1 | 1–1 | 2–2 | 0–0 | 0–3 | 0–0 |
| Pontevedra C. F.           | 1–3 | 0–2 | 1–1 | 3–1 | 2–2 | 1–1 | 2–3 | 2–2 | 3–1 | 5–0 | 1–1 | 0–1 | 0–1 | —   | 1–1 | 0–0 | 4–1 | 1–2 | 1–1 | 3–3 | 3–0 | 2–1 |
| Racing de Ferrol           | 2–1 | 0–1 | 1–1 | 1–2 | 4–0 | 0–0 | 0–1 | 0–1 | 1–4 | 1–3 | 1–0 | 3–1 | 2–0 | 1–2 | —   | 0–1 | 2–1 | 0–0 | 2–2 | 3–0 | 2–3 | 1–2 |
| R. C. Recreativo de Huelva | 0–0 | 1–1 | 1–1 | 1–2 | 3–2 | 3–1 | 0–0 | 2–1 | 1–0 | 3–0 | 0–1 | 1–0 | 1–1 | 2–1 | 0–1 | —   | 0–0 | 1–1 | 0–0 | 2–1 | 2–0 | 1–0 |
| U. D. Salamanca            | 3–3 | 3–2 | 1–3 | 0–1 | 0–2 | 0–3 | 1–2 | 2–0 | 0–1 | 0–1 | 1–2 | 3–1 | 1–1 | 2–0 | 0–2 | 1–0 | —   | 2–1 | 4–5 | 3–1 | 1–2 | 1–1 |
| Sporting de Gijón          | 1–2 | 1–0 | 0–0 | 1–0 | 2–2 | 3–1 | 0–0 | 3–1 | 0–3 | 1–1 | 2–0 | 2–0 | 1–0 | 3–2 | 3–2 | 0–1 | 1–2 | —   | 1–1 | 2–0 | 1–1 | 0–0 |
| C. D. Tenerife             | 1–0 | 1–3 | 2–0 | 3–1 | 1–0 | 0–2 | 1–1 | 1–0 | 0–0 | 1–1 | 1–1 | 2–1 | 1–1 | 0–0 | 1–1 | 2–0 | 1–4 | 1–0 | —   | 2–1 | 0–2 | 1–0 |
| Terrassa F. C.             | 0–2 | 1–1 | 3–2 | 1–4 | 0–1 | 2–0 | 2–3 | 0–1 | 1–2 | 3–0 | 1–0 | 0–2 | 2–0 | 1–0 | 3–2 | 1–0 | 3–0 | 1–0 | 0–0 | —   | 2–1 | 0–1 |
| Real Valladolid C. F.      | 1–0 | 0–1 | 0–1 | 3–3 | 2–1 | 0–1 | 1–2 | 1–2 | 1–0 | 1–1 | 3–0 | 0–2 | 2–1 | 0–1 | 1–1 | 1–0 | 3–2 | 2–0 | 2–1 | 2–2 | —   | 1–1 |
| Xerez C. D.                | 0–1 | 1–1 | 0–2 | 3–0 | 3–5 | 1–1 | 0–3 | 1–1 | 1–1 | 0–0 | 1–0 | 0–1 | 1–0 | 1–0 | 2–2 | 0–0 | 1–0 | 1–0 | 1–1 | 0–0 | 0–0 | —   |

## Trofeo Pichichi
Trofeo que otorga el Diario Marca al máximo goleador de la Segunda División.
| #    | Jugador                       | Equipo           | Goles |
| ---- | ----------------------------- | ---------------- | ----- |
| 1º   | Mario Bermejo                 | Racing de Ferrol | 25    |
| 2.º  | Dani Güiza                    | Ciudad de Murcia | 21    |
| 3.º  | Juan Francisco Martínez, Nino | Elche            | 20    |
| 4.º  | Joseba Llorente               | Eibar            | 18    |
| 5.º  | Rubén Navarro                 | Deportivo Alavés | 16    |
|      | Javi Rodríguez                | Pontevedra       | 16    |
|      | Rodolfo Bodipo                | Deportivo Alavés | 16    |
|      | Gorka Brit                    | Salamanca        | 16    |
| 9.º  | Aritz Aduriz                  | Real Valladolid  | 14    |
| 10.º | Nakor Bueno Gómez             | Lleida           | 13    |

## Otros premios

### Trofeo Zamora
Armando Ribeiro, guardameta del Cádiz Club de Fútbol, consiguió el trofeo al portero menos goleado. Para optar al premio fue necesario disputar 60 minutos en, como mínimo, 28 partidos.
| #   | Jugador           | Equipo                 | Goles | Partidos | Promedio |
| --- | ----------------- | ---------------------- | ----- | -------- | -------- |
| 1º  | Armando Ribeiro   | Cádiz                  | 26    | 40       | 0,65     |
| 2.º | Juanjo Valencia   | Gimnàstic de Tarragona | 25    | 30       | 0,83     |
| 3.º | José Manuel Pinto | Celta de Vigo          | 35    | 40       | 0,88     |
| 4.º | Roberto Fernández | Sporting de Gijón      | 35    | 39       | 0,90     |
|     | Gorka Iraizoz     | Eibar                  | 37    | 41       | 0,90     |

### Trofeo Guruceta
Por segunda temporada consecutiva Ignacio Fernández Hinojosa obtuvo el Trofeo Guruceta del Diario Marca. A pesar de ser considerado uno de los mejores colegiados de la categoría de plata, no fue reconocido con el ascenso a Primera División, lo que le llevó a realizar duras críticas contra Victoriano Sánchez Arminio, presidente del Comité Técnico de Árbitros de la Real Federación Española de Fútbol. Finalmente, Fernández Hinojosa se retiró al finalizar la temporada, tras ocho años pitando en Segunda División.
| Pos. | Árbitro (colegio)           | Puntos | Partidos | Cociente |
| ---- | --------------------------- | ------ | -------- | -------- |
| 1º   | Ignacio Fernández Hinojosa  | 24     | 15       | 1,60     |
| 2.º  | Alexis Manuel Pérez Pérez   | 30     | 19       | 1,58     |
|      | José Luis González González | 27     | 20       | 1,35     |

## Resumen
Campeón de Segunda División:
| - Cádiz C. F. |

Ascienden a Primera División:
| - Cádiz C. F. | - R. C. Celta de Vigo | - Deportivo Alavés |

Descienden a Segunda División B: 
| - Córdoba C. F. | - Terrassa F. C. | - U. D. Salamanca | - Pontevedra C. F. |